# Сулимы (Шишацкий район)
Сулимы́ (укр. Сулими) — село,
Воскобойникский сельский совет,
Шишацкий район,
Полтавская область,
Украина.
Код КОАТУУ — 5325781206. Население по переписи 2001 года составляло 57 человек.

## Географическое положение
Село Сулимы примыкает к селу Сулимы (Зеньковский район),
на расстоянии в 1 км расположено село Воскобойники.
Село состоит из 2-х частей, разнесённых на 1 км.
По селу протекает пересыхающий ручей с запрудой.